# Dervio
Dervio est une commune de la province de Lecco dans la région Lombardie en Italie.

## Administration
| Période                                  | Période  | Identité         | Étiquette | Qualité |
| ---------------------------------------- | -------- | ---------------- | --------- | ------- |
| 14 juin 2004                             | En cours | Gianmario Macchi |           |         |
| Les données manquantes sont à compléter. |          |                  |           |         |

### Hameaux
Corenno Plinio

### Communes limitrophes
Bellano, Cremia, Dorio, Introzzo, Pianello del Lario, San Siro, Sueglio, Tremenico, Vendrogno, Vestreno